# Rustaltaar

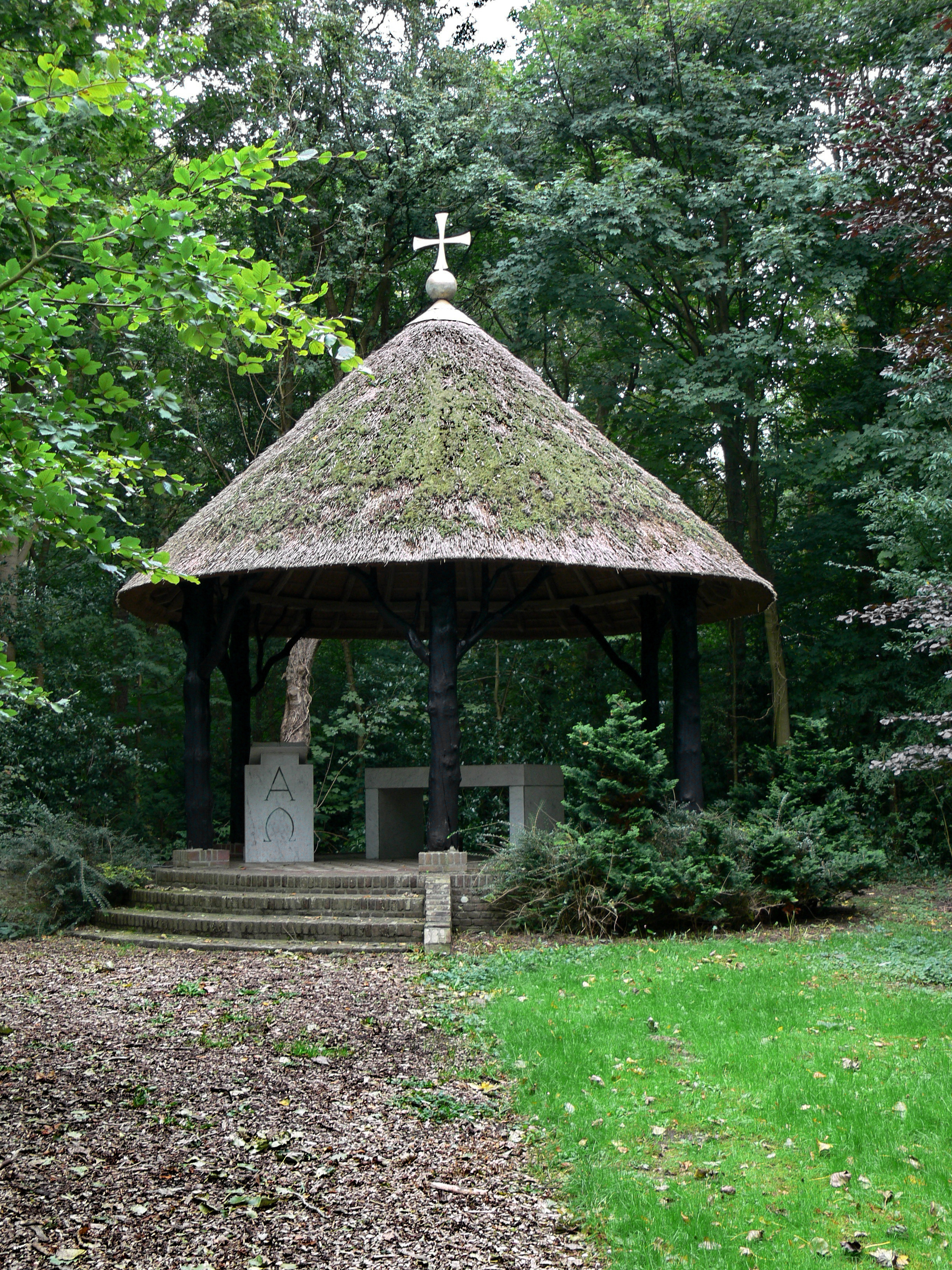
rustaltaar

Een rustaltaar is in de katholieke liturgie een altaar dat zich gewoonlijk bevindt in een kapel maar soms ook in de open lucht.
Een rustaltaar wordt gebruikt tijdens een processie, met name tijdens de sacramentsprocessie. Hier wordt de monstrans enige tijd ter aanbidding neergezet.
Een rustaltaar kan permanent zijn (blijvend rustaltaar), maar het kan ook een tijdelijk karakter hebben.